# Cláudio Eliano
Cláudio Eliano (em latim: Claudius Aelianus) ou simplesmente Eliano (175 - 235), nascido em Preneste, foi um autor e professor de retórica romano que teve o seu máximo esplendor durante o governo de Septímio Severo e provavelmente sobreviveu a Heliogábalo, que morreu em 222. Falava o grego de forma tão fluida que lhe chamava língua de mel (meliglossos). Ainda que tivesse nascido no Império Romano preferia os autores gregos e escreveu as suas obras num grego algo arcaizante.
As suas duas obras principais têm um considerável valor visto que contêm numerosas citações do trabalho de autores anteriores que de outra forma se haveriam perdido, assim como pelos surpreendentes relatos de tradições populares que oferecem inesperadas visões da forma de vida do mundo greco-romano.

## De Natura Animalium (Περι Ζωων Ιδιοτητος)
Sobre a natureza dos animais, ("Sobre as características dos animais" é um título alternativo usado em numerosas ocasiões, ainda que em latim). Trata-se de uma curiosa colecção, em 17 livros, de breves histórias sobre a natureza, algumas seleccionadas para proporcionar lições morais alegóricas e outras simplesmente por serem surpreendentes:
"O castor é uma criatura anfíbia: de dia vive escondido nos rios, mas de noite deambula por terra, alimentando-se daquilo que encontra. Assim compreendemos a razão pela qual os caçadores os perseguem com tal impaciência e impetuosidade. Então, este agacha a cabeça e com seus dentes corta os testículos e os deixa no caminho, como um homem prudente que, havendo caído em mãos de ladrões, sacrifica tudo o que leva para salvar sua vida e perde o direito a suas posses por meio do resgate. Se, não obstante, salvou já a sua vida mediante a autocastração, e volte a ser perseguido, então este se põe em pé e revela que não oferece motivos para a impaciente perseguição e liberta o caçador de todo o esforço adicional, pois que eles estimam a sua carne…"
A introdução da Biblioteca clássica Loeb descreve o livro como:
"uma interessante colecção de feitos e fábulas sobre o reino animal que convida o leitor a considerar os contrastes entre o comportamento animal e humano"
As anedotas de Eliano sobre os animais, raramente se baseiam na observação directa. A maioria são baseadas em fontes escritas, como por exemplo de Plínio, o Velho, mas também de outros autores e obras agora perdidas, das quais Eliano é o único testemunho. Nesta obra dá-se enfoque à vida marinha, mais do que se poderia esperar, o que parece refletir um interesse pessoal. Em várias ocasiões, a obra de Eliano choca o leitor moderno por ser de grande credulidade, mas em outras deixa claro que meramente está relatando o que outros haviam dito. Por vezes relata que ele próprio não crê nesses factos. O trabalho de Eliano é uma das fontes do estudo da natureza na Idade Média e dos bestiários medievais.
Conrad Gessner, o cientista suíço e naturalista do Renascimento, fez uma tradução para o latim, do trabalho de Eliano, com vista a uma audiência europeia. A última traducção para latim é a de Friederich Jacobs (1832), baseada na tradução de Gesner e na de Petrus Gillius (1533). Existe uma tradução em inglês de A. F. Scholfield publicada na Loeb Classical Library.

## Varia Historia (Ποικιλη Ιστορια)

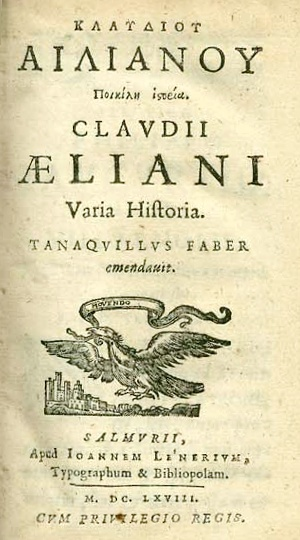
Página de título de Varia Historia, de Claudius Aelianus, da edição de 1668 editada por Tanaquil Faber.

Varia Historia — na sua maior parte preservada unicamente através de uma forma abreviada— é a outra obra célebre de Eliano. Trata-se de uma miscelânea de anedotas e fragmentos biográficos, listas, máximas concisas e descrições de maravilhas naturais ou estranhos costumes locais. Dividida em 14  livros, que incluem muitas surpresas para os historiadores. A obra inclui anedotas sobre famosos filósofos gregos, poetas, historiadores e dramaturgos. A ênfase reside em vários contos moralizadores sobre heróis e governantes e homens sábios; informações sobre comida e bebida, diferentes estilos de vestuário ou amantes, costumes locais, crenças religiosas e costumes mortuários; também aborda a pintura grega.
Essencialmente, pode-se dizer que Varia Historia é um "magazine" clássico no sentido original do termo. Eliano não é perfeitamente fiável nos detalhes e seu objetivo é sempre sugerir as opiniões "corretas" de um ponto de vista estoico. De todo modo, Jane Ellen Harrison encontrou interessantes restos de ritos arcaicos mencionados por Eliano, apresentados na sua obra Prolegomena to the Study of Greek Religion (1903).
Consideráveis fragmentos de outras duas obras, Sobre a providência e Manifestações divinas, conservaram-se numa enciclopédia da alta Idade Média: Suda.